# Ciro I di Persia
Ciro I (in antico persiano 𐎤𐎢𐎽𐎢𐏁, Kuruš; fl. VII secolo a.C.) fu re di Anšan dal 640 a.C. al 580 a.C. (secondo altre fonti dal 652 a.C. al 600 a.C.).
Il suo nome in persiano moderno è کوروش, Kūroš, mentre in greco risulta Κύρος, Kyros.

## Biografia
Ciro fu il primo esponente della dinastia achemenide. Secondo la tradizione suo nonno fu il mitico Achemene e suo padre Teispe, re di Persia e di Anšan. Alla morte di Teispe i figli si divisero i suoi possedimenti: Ciro ottenne l'Anšan mentre il fratello Ariaramnes governò sulla Persia. L'esatta sequenza degli avvenimenti che portarono alla fondazione della dinastia achemenide è controversa, essendo ancora aperto il dibattito sull'esatta identificazione del sovrano noto come Kuras di Parsumas.
Il nome di Kuras compare per la prima volta nel 652 a.C.; in quell'anno, Shamash-shum-ukin, sovrano assiro di Babilonia, si ribellò contro il fratello maggiore Assurbanipal, re di Assiria. Kuras è menzionato in relazione ad un'alleanza con quest'ultimo. La guerra tra i due fratelli finì nel 648 a.C., con la sconfitta ed il suicidio di Shamash-shum-unik.
Kuras viene menzionato nuovamente nel 630 a.C. In quell'anno Assurbanipal, deciso a sconfiggere il regno elamico, cominciò a rendere vassalli i suoi vecchi alleati. Kuras fu tra questi; il suo figlio maggiore Arakku sembra essersi recato in Assiria per pagare il tributo per conto del re, suo padre. Dopo questo fatto Kuras sembra scomparire dalle cronache e questo ha suggerito il suo collegamento con Ciro ed il ruolo che gli achemenidi ebbero nella storia della regione durante il VII secolo a.C.
Assurbanipal morì nel 627 a.C. e Ciro continuò, probabilmente, a pagare il tributo ai suoi successori, Ashur-etil-ilani (627 a.C. - 620 a.C.) e Sin-shar-ishkun (620 a.C. - 612 a.C.). Entrambi questi sovrani assiri ebbero come avversaria l'alleanza tra Ciassare re dei Medi (630 a.C. - 580 a.C.) e Nabopolassar di Babilonia (626 a.C. - 605 a.C.). Nel 612 a.C. i due alleati catturarono la capitale assira, Ninive, ponendo così di fatto fine all'impero, anche se le rimanenti forze di questo continuarono a combattere dalla regione di Harran sotto la guida di Assur-uballit II (612 a.C. - 609 a.C. Media e Babilonia si spartirono le terre precedentemente controllate dagli assiri. Ansan cadde sotto il controllo della Media. Si pensa che Ciro abbia trascorso i suoi rimanenti anni di regno come vassallo di Ciassarre e di suo figlio Astiage (580 a.C.-550 a.C.). A Ciro succedette il figlio Cambise I. Il nipote di Ciro fu Ciro II detto "il Grande", creatore dell'impero persiano.
Il principale motivo di dubbio sull'identificazione di Kuras con Ciro sta nella scala dei tempi. Se l'associazione è corretta i più antichi atti di Ciro risalirebbero a più di un secolo prima del nipote. Questo comporterebbe una lunga vita (tenendo anche conto dei parametri dell'epoca), non solo per Ciro ma anche per il figlio Cambise. Alcuni hanno quindi ipotizzato che Ciro e Kuras siano due figure distinte, in qualche modo in relazione tra loro. Allo stato attuale delle nostre conoscenze non è quindi possibile dirimere la questione con sufficiente sicurezza anche a causa della laconicità delle fonti disponibili.